# Bernd Baumgart
Bernd Baumgart   (Wittenberg, 3 de juliol de 1955) és un remer alemany, ja retirat, que va competir sota bandera de la República Democràtica Alemanya durant la dècada de 1970.
El 1976 va prendre part en els Jocs Olímpics d'Estiu de Mont-real, on guanyà la medalla d'or en la prova del vuit amb timoner del programa de rem. Motius de salut l'obligaren a retirar-se de la competició ben jove.